# Ворота на запад
«Ворота на запад», также «Врата на запад», арка в Сент-Луисе (англ. Gateway Arch), — 192-метровая арка в Сент-Луисе (штат Миссури, США), установленная на месте основания города; его визитная карточка. Является частью Национального мемориала имени Т. Джефферсона.

## История

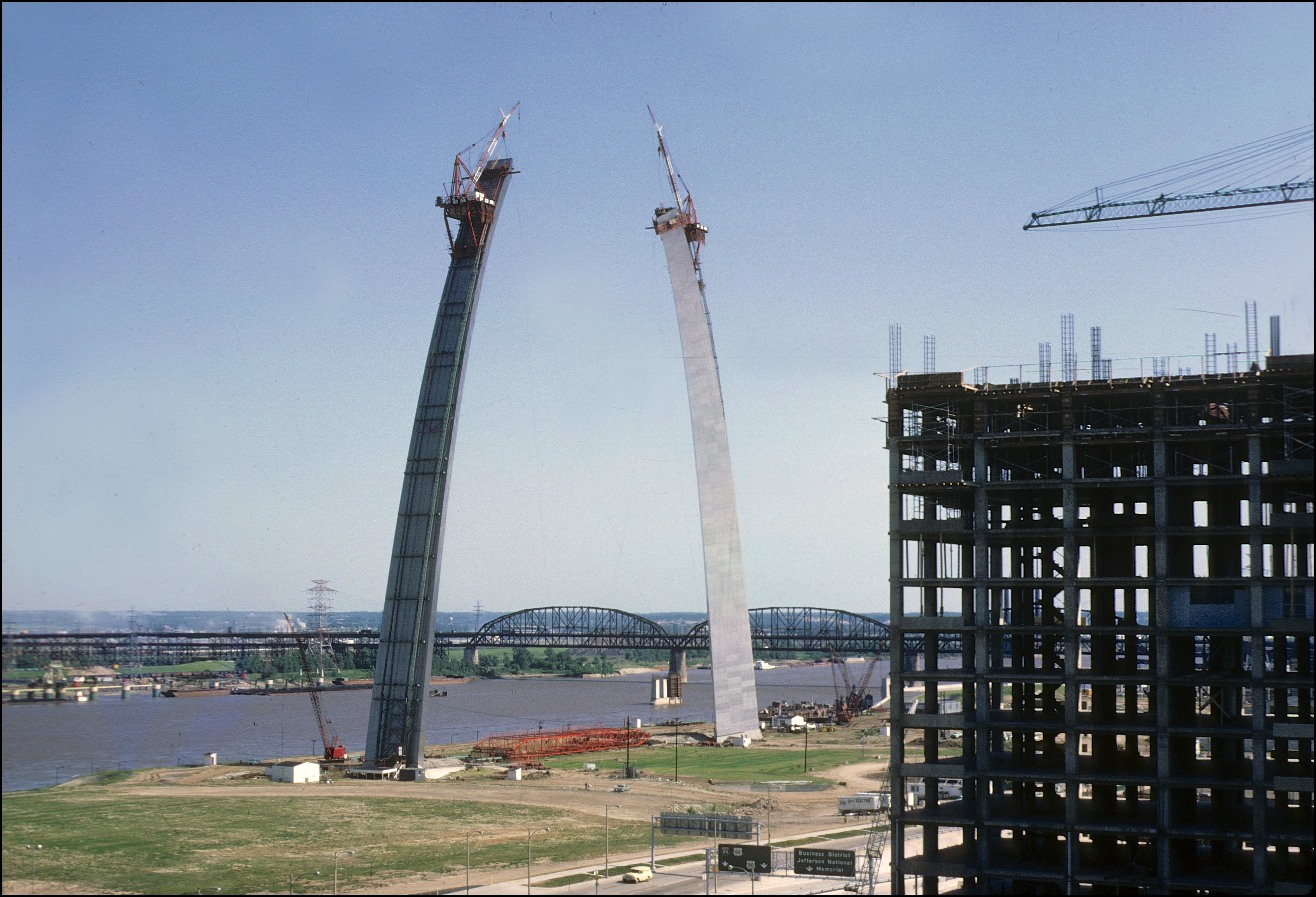
Строительство арки (июнь 1965)

Арка была спроектирована финско-американским архитектором Ээро Саариненом (1910—1961) в 1947 году. Её высота составляет 192 м в самой высокой точке, основание имеет ширину также 192 м. Арка является самым высоким памятником на территории США. Её строительство началось 12 февраля 1963 года и было закончено 28 октября 1965 года. Памятник открылся для посетителей 24 июля 1967 года.
На арке написана её формула в футах:
{\displaystyle y=-127{,}7^{\prime }\cdot \operatorname {ch} ({x/127{,}7^{\prime }})+757{,}7^{\prime }}
(в метрах: {\displaystyle y=-38{,}92\cdot \operatorname {ch} ({x/38{,}92})+230{,}95}),
где ch — гиперболический косинус.

## Лифт
Ээро Сааринен умер за четыре года до того, как было завершено строительство арки. Незадолго до смерти он решил изменить конструкцию башни, внедрив в неё лифт, чтобы посетителям не приходилось преодолевать более тысячи ступенек. Конструкция арки, однако, не позволила применить обычные модели лифтов. После того, как несколько лифтостроительных компаний пытались подобрать подходящий вариант, но не преуспели, Сааринен нанял инженера Ричарда Баузера, которому дали всего две недели на разработку своего варианта. Баузер справился с задачей, разработав систему, в которой были объединены обычный тросовый лифт и кабинка колеса обозрения на карданной подвеске. Эта уникальная система была установлена в сооружении в 1968 году.

## Смотровая площадка
Около вершины арки находится смотровая площадка, из которой открывается вид на Миссисипи, южный Иллинойс, Кахокию, сам Сент-Луис и его городскую агломерацию. В ясный день видимость достигает 48 км.

## Отражение в искусстве
В Финляндии в рамках единой европейской серии 2010 года «Европейская архитектура» была выпущена серебряная памятная монета номиналом 10 евро «Ээро Сааринен и финская архитектура», посвящённая 100-летию со дня рождения архитектора. На реверсе монеты изображено стилизованное изображение разработанного Саариненом кресла «Тюльпан», а на аверсе — стилизованное изображение арки в Сент-Луисе.

## Галерея

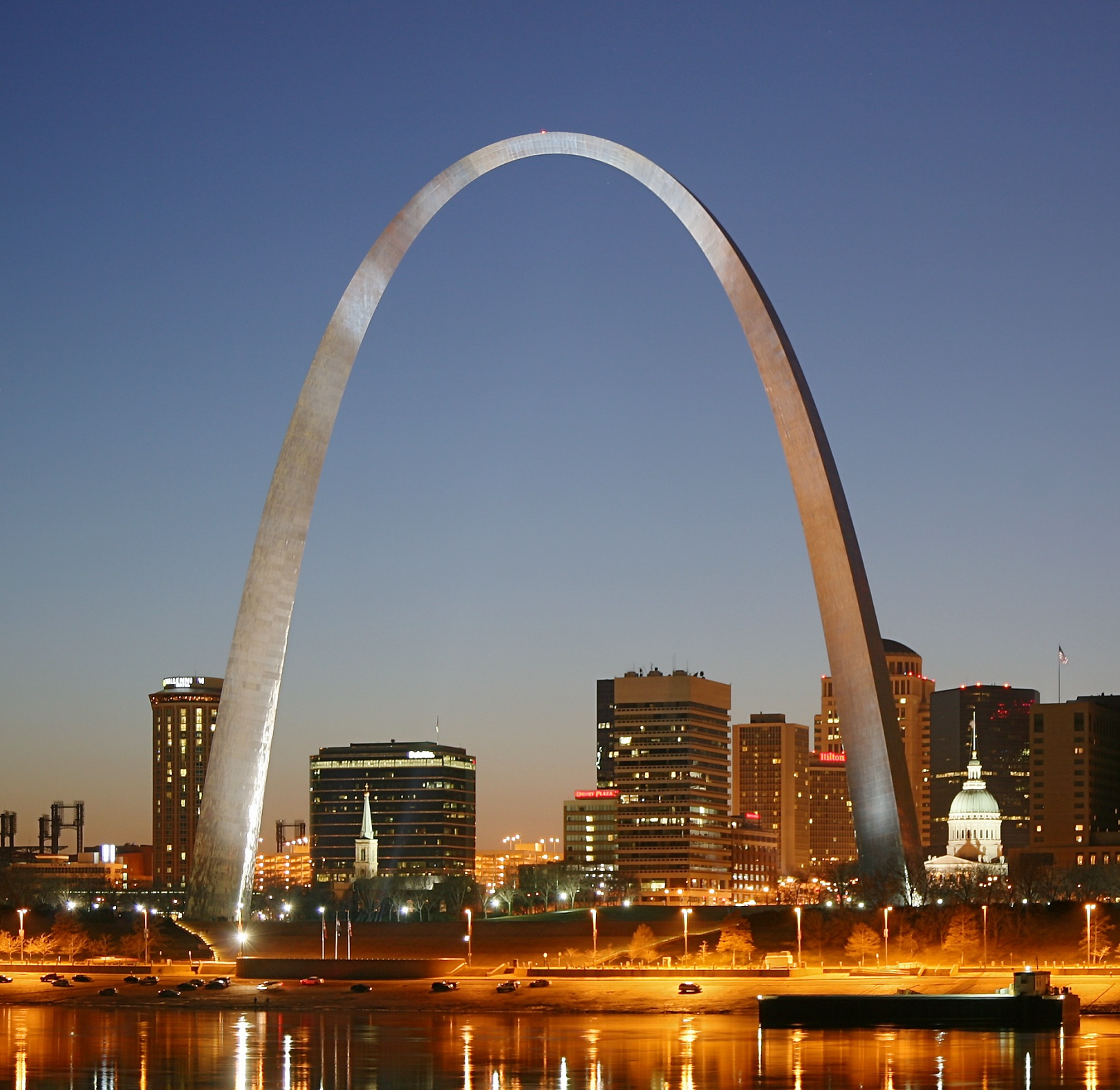
Арка в профиль; по случайному совпадению построена компанией MacDonald Construction, при этом похожа на часть символа компании McDonald’s
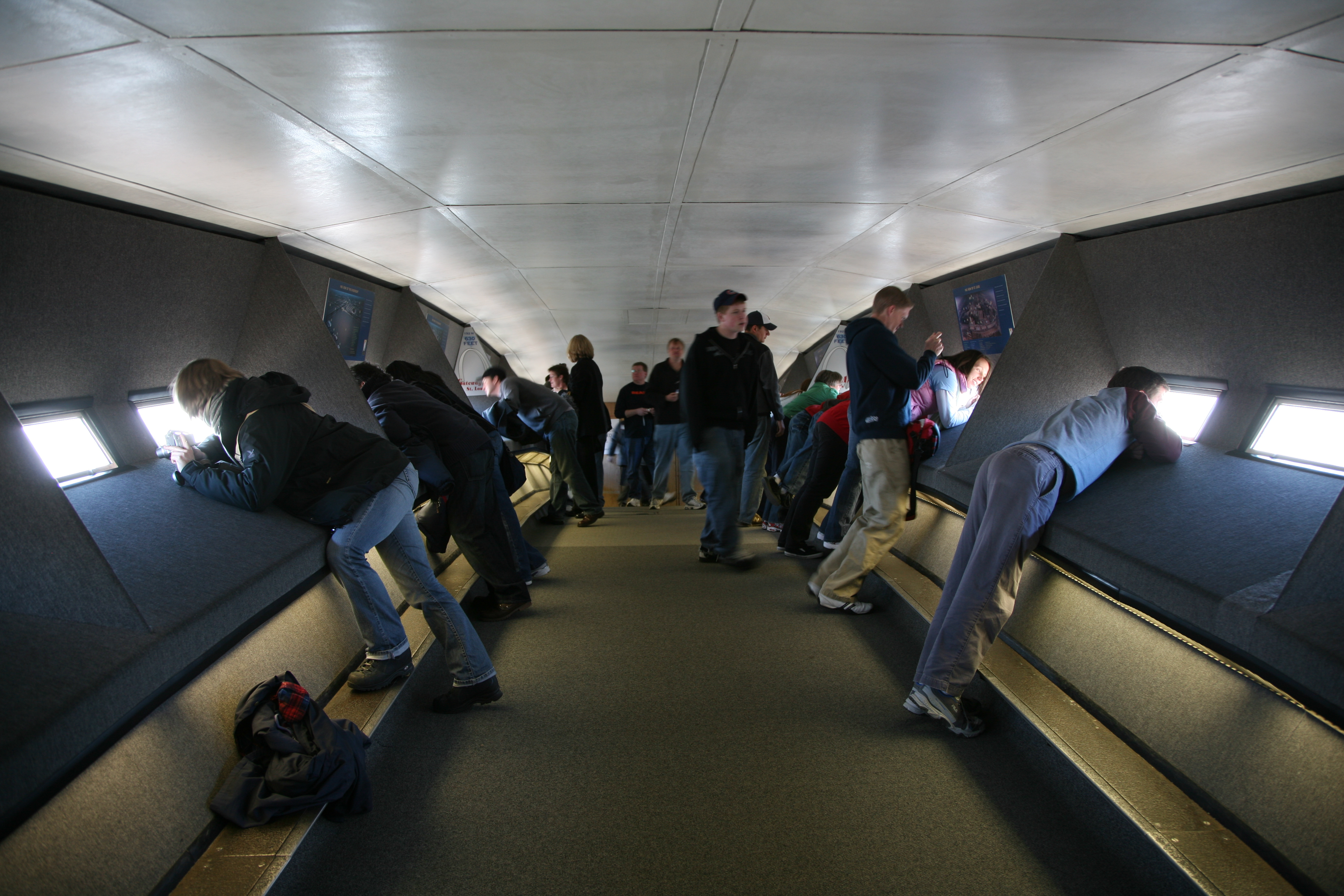
Смотровая площадка на вершине арки
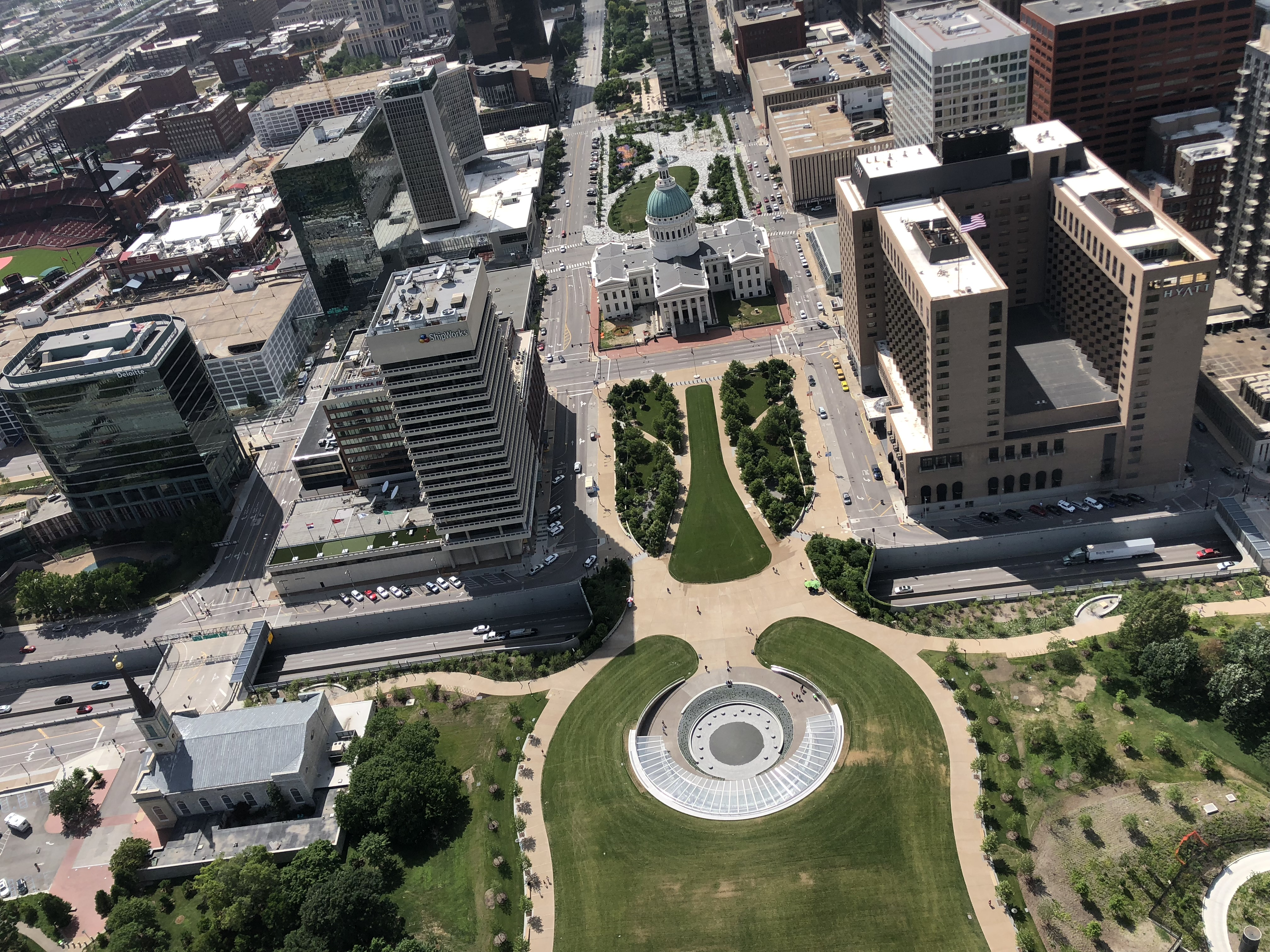
Вид на Сент-Луис со смотровой площадки, лето 2018 года